# Gaius Iulius Iuvenalis
Gaius Iulius Iuvenalis war ein im 1. Jahrhundert n. Chr. lebender römischer Politiker.
Durch die Arvalakten, die auf den 29. März 81 datiert sind, ist belegt, dass Iuvenalis im März 81 zusammen mit Marcus Roscius Coelius Suffektkonsul war; die beiden übten dieses Amt vermutlich im März und April aus.